# Fogyatékosok Pártja
A Fogyatékosok Pártja egy olyan társadalmi önszerveződési és érdekképviseleti egyesülés, amely a fogyatékkal élők politikai érdekeit volt hivatott képviselni. A pártot az Értelmi sérültek és Családjaik Jogvédő Egyesületének elnöke, Goldner Ibolya és néhány egyesületi tag alapította.
A párt 2005 végén aláírásgyűjtést kezdeményezett az ápolási díjjal kapcsolatban, de mivel a feltett kérdést az Országos Választási Bizottság (OVB) nem találta egyértelműnek, a párt 2006 januárjában visszavonta a beadványát.
Az OVB 2006-ban jelölő szervezetként nyilvántartásba vette a pártot.
Az Állami Számvevőszék 2009-es ellenőrzése szerint a párt nem tette közzé a 2005-2008. évi gazdálkodásáról szóló beszámolókat.
2017-ben megszűnt.